# A Nord di Sa Salina (Calasetta)
A Nord di Sa Salina (Calasetta) este o arie protejată (arie specială de conservare — SAC, sit de importanță comunitară — SCI) din Italia întinsă pe o suprafață de 4,74 ha, integral pe uscat.

## Localizare
Centrul sitului A Nord di Sa Salina (Calasetta) este situat la coordonatele 39°05′50″N 8°21′34″E / 39.097222°N 8.359444°E.

## Înființare
Situl A Nord di Sa Salina (Calasetta) a fost declarat sit de importanță comunitară în septembrie 1995 pentru a proteja 2 specii de plante și 7 specii de animale. Situl a fost protejat și ca arie specială de conservare în aprilie 2017.

## Biodiversitate
Situată în ecoregiunea mediteraneană, aria protejată conține 11 habitate naturale: Tufărișuri termo-mediteraneene și de pre-deșert, Stepe sărăturate mediteraneene (Limonietalia), Tufărișuri halofile mediteraneene și termo-atlantice (Sarcocornetea fruticosi), Dune cu vegetație ierboasă Malcolmietalia, Faleze cu vegetație de Limonium spp. endemic de pe coastele mediteraneene, Dune mobile cu vegetație embrionară, Pășuni mediteraneene udate de apa mării (Juncetalia maritimi), Dune mobile de-a lungul țărmului cu Ammophila arenaria („dune albe”), Dune de pe litoral fixate cu Crucianellion maritimae, Dune de coastă cu Juniperus spp., Lagune de coastă.
La baza desemnării sitului se află mai multe specii protejate:
- plante (2): Limonium insulare, Rouya polygama
- păsări (6): prundăraș de sărătură (Charadrius alexandrinus), măcăleandru (Erithacus rubecula), piciorong (Himantopus himantopus), Larus audouinii, Larus genei, Phoenicopterus ruber
- amfibieni (1): Discoglossus sardus

Pe lângă speciile protejate, pe teritoriul sitului au mai fost identificate 24 de specii de păsări, 1 specie de amfibieni, 8 specii de reptile.